# Caproni Ca.310
El Caproni-Bergamaschi Ca.310 Libeccio (en italiano: «viento de suroeste») fue un avión de reconocimiento bimotor monoplano italiano. Tuvo su debut en combate durante la guerra civil española, y tiempo después participó en Libia durante las primeras fases de la Segunda Guerra Mundial. Se llegó a utilizar en grupos de ataque como reemplazo temporal de los insatisfactorios Breda Ba.65. El último Ca.310 de la Regia Aeronautica fue retirado en 1948.

## Diseño y desarrollo
El Ca.310 fue una versión militarizada desarrollada en paralelo al Ca.309, con tren de aterrizaje retráctil y motores radiales Piaggio P.VII C.35 de 470 hp. El prototipo realizó su primer vuelo el 20 de febrero de 1937 provisto de motores P.VII C.16. Su fuselaje tenía una estructura de tubos de acero soldados, recubiertos de planchas de duraluminio y tela. La cola y los elevadores estaban hechos de madera, cubiertos por contrachapado, mientras que sus superficies de control estaban recubiertas por tela.
Sobre el fuselaje, montada a la altura del borde de ataque alar, había una torreta dorsal operada manualmente con una ametralladora Breda-SAFAT de 7,70 mm.

## Historia operacional

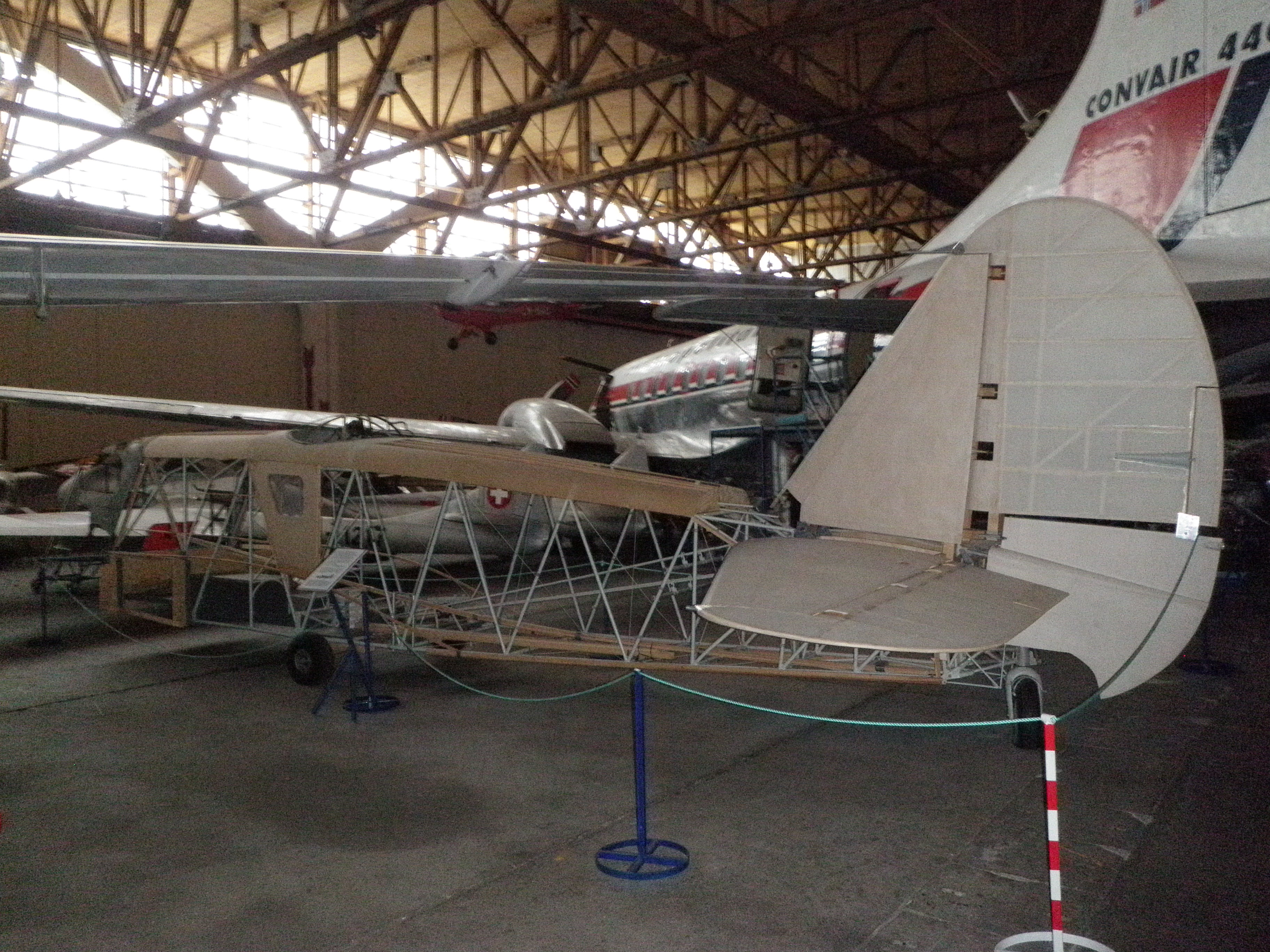
Caproni Ca.310 parcialmente restaurado del Museo de la Aviación de Sola.

Giovanni Caproni tenía grandes esperanzas en la eficacia del Ca.310 como avión de combate, solo para decepcionarse ante su desempeño. Estas deficiencias hicieron que Noruega (4) y Hungría (36) se decepcionasen con los modelos de exportación que recibieron en 1938. El Ca.310 fue evaluado por la Regia Aeronautica, que ordenó un lote de 161 unidades del Ca.310M y que fueron entregadas entre 1937 y 1939. Un lote de 16 aviones fue enviado a España en julio de 1938 para realizar pruebas de combate como avión de reconocimiento/bombardero ligero con la Aviazione Legionaria durante la guerra civil española.
Los aviones noruegos fueron comprados como parte de un intercambio comercial de bacalao en salazón entre Noruega e Italia. El encargo original, que incluía opciones, era de 24 aviones. Pero después de observar el pobre desempeño del avión, las autoridades noruegas rehusaron aceptar más aviones Ca.310. Sin embargo, fueron sustituidos por un lote de 12 Caproni Ca.312 con motores actualizados y mejores prestaciones, pero no había sido enviado antes de la invasión alemana de Noruega el 9 de abril de 1940. Una situación similar ocurrió con otros contratos de exportación, especialmente con un esperado contrato con la Royal Air Force por un avión de entrenamiento de bombarderos, que se canceló durante las negociaciones con Caproni cuando Italia entró a la guerra como potencia del Eje.
Se produjo un lote de 12 Ca.310bis para Yugoslavia. Esta variante se distinguía principalmente por su morro acristalado sin escalón. El prototipo del Ca.310bis sirvió para el desarrollo del Caproni Ca.311.          
Los 33 Ca.310 húngaros devueltos a Italia fueron reequipados por Caproni y suministrados al 50˚ Stormo d’Assalto. El Ca.310 no fue considerado un avión de combate eficaz y cuando fue empleado en la Segunda Guerra Mundial, lo hizo como avión de reconocimiento y bombardero ligero en áreas donde no se esperaba una resistencia sustancial.
Los Ca.310 del Cuerpo de Aviación del Perú participaron en la guerra peruano-ecuatoriana de julio de 1941. Junto a los North American NA.50, los Ca.310 peruanos realizaron incursiones de bombardeo sobre ciudades ecuatorianas y ofrecieron apoyo aéreo a las unidaes del Ejército.

## Variantes

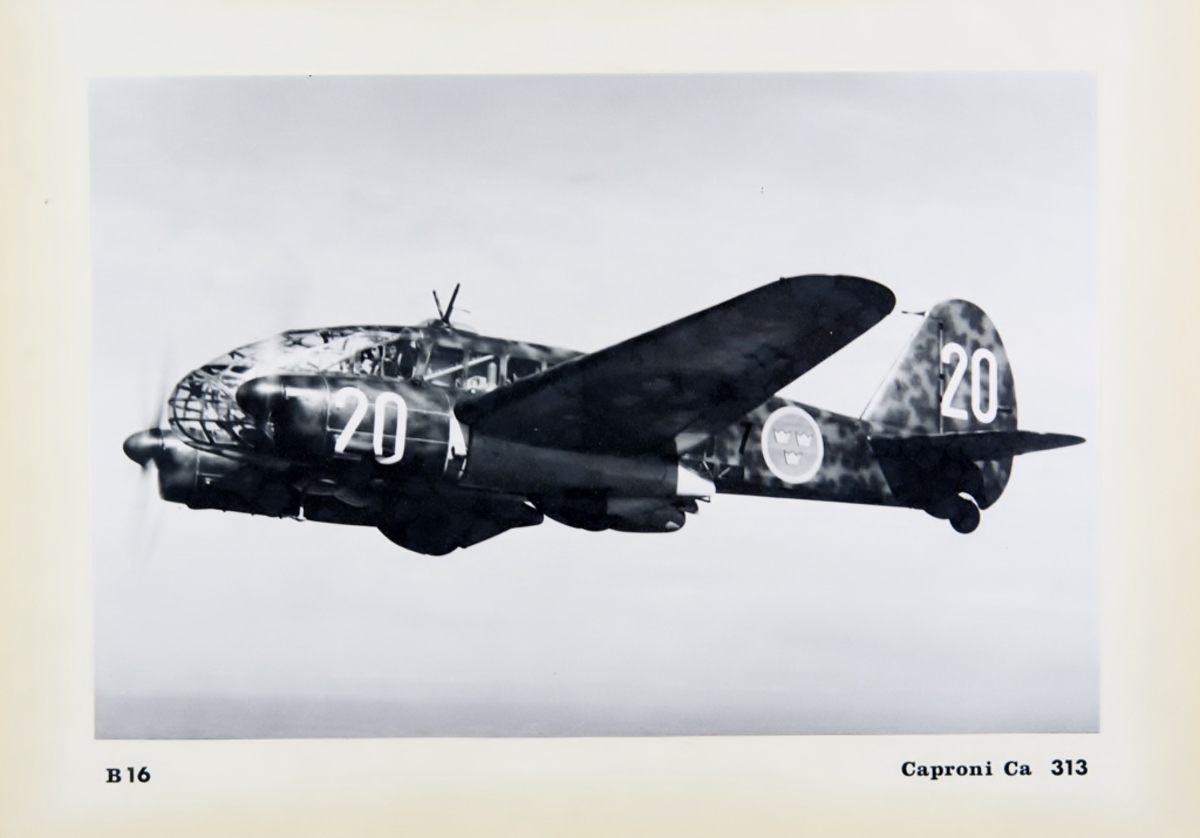
Un B16 (Ca.313S) de la Real Fuerza Aérea sueca.

Ca.310
Avión de reconocimiento bimotor, propulsado por dos motores radiales de siete cilindros Piaggio Stella P.VII C.16/35.
Ca.310 Idro
Hidroavión civil con dos flotadores.
Ca.310bis
Células equipadas con un morro no decalado y extensamente acristalado, y motores Piaggio Stella P.VII C.35; 12 de estos aviones fueron suministrados a Yugoslavia.
Ca.311
Desarrollo del prototipo del Ca.310bis; la mayoría convertidos al estándar Ca.311M, con parabrisas escalonado. 320 construidos para la Regia Aeronautica. Quince ejemplares pedidos por Yugoslavia, cinco entregados en 1940 a las Reales Fuerzas Aéreas y diez en 1942 a las Fuerzas Aéreas croatas. Su armamento constaba de una torreta dorsal Caproni-Lanciani, con una ametralladora de 7,70 mm, complementada por dos armas similares, una de tiro frontal montada en la raíz alar de babor y otra disparando hacia atrás desde una escotilla ventral.
Ca.312
Dos Ca.310, incluido el prototipo, propulsados por motores Piaggio P.XVI RC35 de 650 hp y hélices tripala; las fuerzas aéreas noruegas solicitaron 15 ejemplares y las fuerzas aéreas belgas 24; ninguno de ellos fue entregado, siendo suministrados a la Regia Aeronautica.
Ca.313
El prototipo era un Ca.310 modificado y propulsado por motores Isotta-Fraschini Asso 120 IRCC 40. Francia, Gran Bretaña y Suecia solicitaron 200, 300 y 64 ejemplares respectivamente; la entrada en guerra de Italia impidió la entrega a los dos primeros países (Francia solo recibió cinco Ca.313F). Suecia, que había aumentado el pedido a 84 aparatos, recibió el primer ejemplar del Ca.313S en noviembre de 1940 y el último a principios de 1941; en ese país recibieron las designaciones B.16, S.16, T.16 y Tp.16S. Estos aviones de serie estaban propulsados por motores Isotta Fraschini Delta y fueron designados como Ca.313 R.P.B.1 y Ca.313 R.P.B.2, de estos últimos con cabina escalonada se construyeron 122 unidades para la Regia Aeronautica. También se desarrolló la versión Ca.313G, destinada como entrenador y avión de comunicaciones para la Luftwaffe, de la que se entregaron algunos ejemplares. La producción total del Ca.313 ascendió a 271 ejemplares.

## Operadores
Croacia
- La Zrakoplovstvo Nezavisne Države Hrvatske utilizó siete aviones yugoslavos capturados.

 España
- El Ejército del Aire utilizó 16 aviones.[9]

 Hungría
- La Real Fuerza Aérea del Ejército Húngaro ordenó 36 unidades en 1938, pero devolvió los 33 restantes en 1940 debido a su insatisfactorio desempeño.

 Italia
- La Regia Aeronautica utilizó 193 aviones.[10]
- La Aviazione Legionaria utilizó 16 aviones.[10]
- Aeronáutica Cobeligerante Italiana

 Italia
- La Aeronautica Militare Italiana utilizó los Ca.310 restantes en la posguerra.

 Noruega
- El Servicio Aéreo del Ejército Noruego utilizó cuatro Ca.310. Estos tenían los números de matrícula 501, 503, 505 y 507 respectivamente.

 Perú
- El Cuerpo de Aviación del Perú compró 16 aviones en 1938. De estos, 15 llegaron por barco en mayo de 1938 y el último se perdió el 2 de agosto de 1939 durante su vuelo desde Italia a Perú, muriendo el Capitán Pedro Canga Rodríguez y un miembro de la tripulación. El conjunto musical Los Morochucos les rindió homenaje con la canción Alas Peruanas.

 Reino de Yugoslavia
- La Real Fuerza Aérea Yugoslava compró 12 aviones en 1938.

 Suecia
- Real Fuerza Aérea Sueca

 Yugoslavia
- La Fuerza Aérea de la República Federal Socialista de Yugoslavia utilizó los Ca.310 restantes en la posguerra.

## Supervivientes
Un Ca.310 noruego está siendo restaurado y se encuentra en exhibición en el Flyhistorisk Museum, Sola.

## Especificaciones
Referencia datos: Comando

### Características generales
- Tripulación: Tres
- Longitud: 12,2 m (40 ft)
- Envergadura: 16,2 m (53,1 ft)
- Altura: 3,5 m (11,5 ft)
- Superficie alar: 38,7 m² (416,6 ft²)
- Peso vacío: 3050 kg (6722,2 lb)
- Peso cargado: 4650 kg (10 248,6 lb)
- Planta motriz: 2× motor radial de 7 cilindros refrigerado por aire Piaggio P.VII C.16/35.
  - Potencia: 350 kW (483 HP; 476 CV) cada uno.

### Rendimiento
- Velocidad máxima operativa (Vno): 365 km/h (227 MPH; 197 kt)
- Velocidad crucero (Vc): 285-312 km/h
- Alcance: 1690 km (913 nmi; 1050 mi)
- Techo de vuelo: 7000 m (22 966 ft)

### Armamento
- Ametralladoras: 

  - 3x Breda-SAFAT de 7,70 mm
- Bombas: Hasta 450 kg de bombas

## Aeronaves relacionadas

### Desarrollos relacionados
- Caproni Ca.309
- Caproni Ca.311
- Caproni Ca.313

### Secuencias de designación
- Secuencia Ca._ (interna de Caproni): ← Ca.308 - Ca.308 Borea - Ca.309 - Ca.310 - Ca.311 - Ca.312 - Ca.313 →
- Secuencia Numérica (Aeronaves del Ejército del Aire español (1939-1945)): ← 16W - 17 - 17W - 18 - 19 - 20W - 21 →
- Secuencia A._ (Aeronaves de Asalto del Ejército del Aire español (1945-1954)): A.1 - A.2 - A.3 - A.4